# سوپر جام اروپا ۱۹۷۷
فینال سوپر جام اروپا ۱۹۷۷، رقابت پایانی سوپر جام اروپا است که مابین دو تیم باشگاه فوتبال لیورپول و باشگاه فوتبال هامبورگ برگزار شده‌است.
این مسابقه که در تاریخ‌های ۲۲ نوامبر ۱۹۷۷ و ۶ دسامبر ۱۹۷۷ انجام شده‌است در مجموع با نتیجه ۷ بر ۱ به سود باشگاه فوتبال لیورپول به پایان رسید.